# (1720) Niels
(1720) Niels – planetoida z pasa głównego asteroid okrążająca Słońce w ciągu 3 lat i 87 dni w średniej odległości 2,19 au. Została odkryta 7 lutego 1935 roku w Landessternwarte Heidelberg-Königstuhl w Heidelbergu przez Karla Reinmutha. Nazwa planetoidy pochodzi od imienia wnuka odkrywcy. Przed jej nadaniem planetoida nosiła oznaczenie tymczasowe (1720) 1935 CQ.